# Banaz Çayı
Der Banaz Çayı ist ein rechter Nebenfluss des Großen Mäander (Büyük Menderes) in der West-Türkei.
Er wird gelegentlich auch als rechter Quellfluss des Großen Mäander betrachtet. 
Der Banaz Çayı entspringt an den südlichen Hängen des Murat Dağı. Von dort fließt er in überwiegend südsüdwestlicher Richtung durch die Provinz Uşak. Er passiert dabei die Kleinstadt Banaz.
Der Banaz Çayı mündet schließlich in den Stausee der Adıgüzel-Talsperre. Der Fluss hat eine Länge von 159 km.
Im Unterlauf durchschneidet er die Hochfläche in einer tiefen Schlucht. 
Dort überspannt die antike Cilandiras-Brücke (⊙) den Fluss – 12 km nördlich der Stadt Karahallı.